# Étienne-François Geoffroy
Étienne François Geoffroy (13 febbraio 1672 – 6 gennaio 1731) è stato un chimico e medico francese.
Chimico e medico parigino, docente al Collegio Medico di Parigi, Étienne-François Geoffroy (detto l'Aîné) è noto per aver realizzato la tavola di affinità chimica (Table des differents Rapports observés entre differentes substances) che presentò all'Académie Royale des Sciences di Parigi nel 1718. La tavola di Geoffroy costituì il modello fondamentale per tutte le successive tavole a partire dalla metà del XVIII secolo. Essa venne riprodotta inalterata o con pochi cambiamenti in vari testi.